# Вероника Марс
«Веро́ника Марс» (англ. Veronica Mars) — американский телесериал, молодёжная детективная драма, рассказывающая о девочке-подростке Веронике, которая помогает своему отцу, частному детективу, в расследованиях. Автор идеи — Роб Томас. Главную роль исполнила актриса Кристен Белл.
Действие происходит в вымышленном калифорнийском городке Нептун, а в центре сюжета — девочка-подросток Вероника, старшеклассница, которая проводит время после школы, работая на своего отца, частного сыщика, собирая для жён доказательства измены их мужей, а также выполняя различную работу по офису. В каждом эпизоде Вероника берётся за одно-два новых дела, попутно пытаясь раскрыть главные тайны сезона. В первых двух сезонах — в период обучения Вероники в школе — главная загадка раскрывается в финальном эпизоде, в то время как третий посвящен большему числу не связанных друг с другом секретов разных персонажей.
Первоначально Роб Томас писал «Веронику Марс» как роман для подростков с мужским центральным персонажем. Однако при работе над сериалом Томас сделал вывод, что история в стиле нуар, рассказанная с женской точки зрения, будет более самобытной и оригинальной. Съёмки начались в марте 2004 года, а пилотный эпизод, вышедший в эфир в сентябре того же года, собрал 2,49 миллиона зрителей в Америке. В среднем, каждый эпизод первого сезона собирал около 2,5 миллионов зрителей, а критики высоко оценили новое шоу. Сериал появился в различных списках лучших шоу 2004 года, а также выиграл несколько наград и номинаций. Во время премьерного показа сериал заработал две номинации на премию «Satellite Awards», четыре «Saturn Award», пять «Teen Choice Awards», а также попал в список лучших проектов от «American Film Institute (AFI)» за 2005 год.
В 2014 году вышел полнометражный фильм как продолжение сериала.
Шоу продержалось в эфире три сезона — премьера состоялась 22 сентября 2004 года на канале «UPN», а финал третьего сезона транслировался 22 мая 2007 года на канале The CW. Продюсированием занимались компании «Warner Bros. Television», «Silver Pictures Television», «Stu Segall Productions, Inc.» и «Rob Thomas Productions». Джоэль Сильвер и Роб Томас оставались исполнительными продюсерами шоу на протяжении всех сезонов, а Дайан Раггьеро взяла на себя эти функции лишь в третьем.
10 лет спустя шоу было возобновлено. 14 июня 2019 года вышел трейлер четвёртого сезона, в главной роли также Кристен Белл. Премьера запланирована на 26 июля.

## Сюжет

### Сезон 1
Первый сезон рассказывает историю Вероники Марс — старшеклассницы, которая работает в детективном агентстве своего отца Кита в калифорнийском городке Нептун. Раньше Кит Марс был шерифом, однако всё изменилось, когда он обвинил компьютерного магната Джейка Кейна в убийстве собственной дочери, подруги Вероники, Лили. После той роковой ночи жизнь Вероники развалилась на части: Кита сняли с поста шерифа, когда сотрудник компании Кейна, Эйбл Кунц, признался в убийстве Лили, а сама Вероника становится изгоем. Место Кита занимает молодой и самоуверенный Дон Лэмб, получивший наводку на Кунца через анонимный звонок. Вскоре мать Вероники, Лиэнн, исчезает из города.
Теперь Вероника работает после школы в агентстве «Mars Investigations», помогая отцу разоблачать неверных мужей и мошенников и бандитов разных мастей, параллельно начав собственное расследование дела об убийстве Лили. Вскоре девушка понимает, что Кунц — не настоящий убийца её подруги: мужчина взял на себя вину, чтобы получить деньги для своей дочери, хотя сам он медленно умирает от рака. Кроме того, Вероника пытается выяснить, кто изнасиловал её, лишив девственности и накачав наркотиками во время вечеринки у Шелли Памрой.
Вероника больше не является частью этой компании, и, несмотря на то, что многие продолжают насмехаться и издеваться над ней, девушка выработала жёсткий характер и нашла новых друзей: Уоллеса Финнела — звезду школьной команды по баскетболу; Элайя «Слоника» Наварро, лидера местной банды байкеров-латиносов; компьютерного гения Синди «Мак» МакКензи. С их помощью — а также при поддержке старых друзей своего отца, помнящих, как много хорошего сделал для города Кит — Вероника раскрывает тайны, которые способен понять не каждый взрослый и всё ближе подбирается к главной загадке, скрываемой с виду благополучным городом Нептун — кто на самом деле убил Лили Кейн?

### Сезон 2
В начале второго сезона перед зрителями появляется картина двух новых дел сериала — крушения школьного автобуса, в котором погибло шестеро одноклассников Вероники, а также убийство Феликса — члена байкерской банды «Слоника». Автобус сорвался с обрыва, местная общественность уверена, что желание суицида водителя стало причиной трагедии. Вероника, которая должна была быть в автобусе, считает, что кто-то пытался убить её, однако дальнейшее расследование показывает, что у нескольких человек были мотивы для того, чтобы убить тех, кто находился в автобусе.
Между тем, Логана обвиняют в убийстве Феликса, так как по словам свидетелей он был последний, кто видел Феликса живым — и хотя солидный пластический хирург утверждает, что видел, как Логан ударил юношу ножом, Веронике кажется странным связь свидетеля с семьёй Фицпатрик — представителями местных головорезов и грозы мирных жителей Нептуна. Услышав доводы Вероники, «Слоник» объединяет усилия с Логаном в поисках настоящего убийцы.
Тем временем, личная жизнь Вероники не стоит на месте — она порвала с Логаном и вернулась к Дункану, однако вскоре выясняется, что Мэг, единственная выжившая после крушения автобуса, ждёт ребёнка. Тогда Вероника помогает возлюбленному скрыться из страны, и Логан получает шанс вернуть девушку. Однако дальнейшее расследование событий позволяет Веронике приоткрыть завесу тайны над её прошлым и тем, что на самом деле случилось на вечеринке у Шелли Памрой, в то время, как скелеты в шкафу мэра Вуди вот-вот станут достоянием общественности.

### Сезон 3
В третьем сезоне Вероника, Логан, Уоллес, «Мак» и Дик поступают в «Университет Хёрст» в Нептуне. Там они заводят много интересных знакомств — весёлая Паркер Ли становится соседкой по комнате «Мак», а Уоллес подружился с ведущим университетского радио Стошем Пизнарски, которого все зовут просто «Пиз». Первая сюжетная линия строится вокруг таинственного насильника из Хёртса, одной из жертв которого становится Паркер. Примечательно то, что после нападения он бреет девушек налысо. Это сюжетная линия началась ещё во втором сезоне, и раскрытием личности преступника Вероника занимается большую часть третьего сезона. Следующая тайна сезона — убийство декана Сайруса О’Дэлла, произошедшее в том же эпизоде, когда был найден насильник. Остальные побочные линии включают роман Кита с замужней клиенткой, попытки Уоллеса найти баланс между спортивной карьерой и учёбой, романтические отношения «Мак» с двумя понравившимися ей парнями, надломленность Дика после самоубийства брата. Кроме того, Вероника и Логан пытаются наладить свои отношения, но это не получается из-за растущего недоверия Вероники к своему возлюбленному.

## Создатели

### Основной состав
Первый сезон насчитывает семерых актёров основного состава: Кристен Белл сыграла Веронику Марс, старшеклассницу и юную сыщицу, работающую в детективном агентстве своего отца. Тэдди Данн исполнил роль Дункана Кейна — бывшего возлюбленного Вероники и брата Лилли. Джейсону Дорингу досталась роль плохого мальчика Логана Экхоллза, сына кинозвезды и парня убитой Лилли. Перси Дэггз III сыграл Уоллеса Финнела, лучшего друга Вероники и частого напарника в расследованиях. Фрэнсис Капра воплотил образ главаря байкеров-латиносов, Элайя Наварро по кличке «Слоник». Энрико Колантони исполнил роль отца Вероники, Кита Марса, бывшего шерифа Нептуна, а ныне владельца частного сыскного агентства «Расследования Марса» (англ. Mars Investigations), в то время как актрисе Сидни Тамиа Пуатье досталась роль мисс Мэлори Дэнт — учителя журналистики в школе Нептун. Хотя актриса снималась на постоянной основе, она появилась лишь в четырёх эпизодах, а я имя есть в титрах семи серий. По слухам, уход актрисы был связан с сокращением бюджета шоу.
По словам Томаса, шоу было задумано, как «интрига на один год», поэтому для того, чтобы представить «такую же интригующую новую сюжетную линию», ему были необходимы несколько интересных персонажей во втором сезоне. Автор считал, что он не мог вновь строить тайну сезона вокруг Кейнов и Экхоллзов, ему была нужна «новая кровь». В новом сезоне актриса Тесса Томпсон сыграла Джеки Кук — возлюбленную Уоллеса и дочь знаменитого бейсбольного игрока. Ранее появившиеся в сериале Дик Касабланкес и Кэссиди «Бивер» Касабланкес вошли в основной состав — их сыграли Райан Хэнсен и Кайл Галлнер соответственно. Дик — лучший друг Логана и бабник, а Кэссиди — его младший брат, над которым постоянно измывается Дик. Данн, игравший Дункана, покинул шоу в середине сезона, однако его имя появлялось в титрах вплоть до окончания второго сезона. По словам Томаса, любовный треугольник Логан-Вероника-Дункан уже выдохся, поэтому чтобы сериал выглядел свежим, «нужны новые мужчины в жизни Вероники». Томас также отметил, что увольнение Данна должно было стимулировать отношения Логана и Вероники на данном этапе, подчёркивая, что «один из парней проиграл» бой за её сердце.
Третий сезон представил зрителям двух новых персонажей — Паркер Ли и Стоша «Пиза» Пизнарски. Джули Гонсало сыграла Паркер, соседку «Мак», которая «олицетворяла собой всё то, чем „Мак“ не является». «Пиз», которого сыграл Крис Лоуэлл, сосед Уоллеса, ведущий на студенческом радио. Персонажа назвали так в честь режиссёра пилотного эпизода, Марка Пизнарски. Цель нового персонажа — появление друга мужского пола у Вероники, представителя среднего класса, а не класса богачей. Томас часто использует радио, чтобы создать атмосферу университета и сблизить нуар-сериал с повествованием от первого лица рассказчика. Сидни «Мак» МакКензи и шериф Дон Лэмб, персонажи первых двух сезонов, попали в основной состав. Роль «Мак» сыграла актриса Тина Мажорино — лучшая подруга Вероники и компьютерный-гений. Майкл Мюней исполнил роль пронырливого шерифа Лэмба, занявшего место после увольнения Кита.

### Приглашённые звёзды
За время съёмок сериала в нём появились многие актёры и актрисы на заре своей карьеры.
В первом сезоне стоит отметить исполнение актрисой Амандой Сейфрид роли убитой подруги Вероники, дочери компьютерного магната Лилли Кейн, появляющихся во флешбэках и снах персонажей. Светская львица Пэрис Хилтон сыграла роль испорченной богачки Кейтлин Форд, у которой был тайный роман с одним из членов байкерской банды. Аарон Эшмор сыграл очаровательного Троя Вандерграффа, который оказался наркоторговцем, пытавшимся обмануть Веронику, встречаясь с ней. Алона Таль сыграла Мэг Мэннинг — одну из немногих, кто не верил слухам о Веронике, и считает девушку своей подругой. Сэм Хантингтон сыграл студента школы Нептун, Люка, которому помогла Вероника. Макс Гринфилд исполнил роль молодого сотрудника полиции Лео, влюбившегося в Веронику. Джонатан Беннетт сыграл попавшего в секту испорченного юношу Кейси Ганта, который унаследовал состояние своей бабушки после её смерти. Лизе Ринна досталась роль матери Логана, Линн Экхоллз, терпевшей измены мужа и мечтавшей уйти от него — сюжетная линия актрисы обрывается самоубийством героини, спрыгнувшей с моста. Джессика Честейн сыграла пропавшую соседку Вероники. Звезда сериала «Во все тяжкие» Аарон Пол сыграл роль парня, снимавшего девушек в барах.
Звезда комедий «Очень страшное кино» Энтони Андерсон сыграл продюсера Перси Гамильтон, а актриса Лейтон Мистер, прославившаяся ролью Блэр в сериале «Сплетница» вновь сыграла девчонку с крутым нравом, Кэри Бишоп, выдвинувшую обвинения в домогательствах против своего учителя, мистера Рурка в исполнении актёра Адама Скотта. Звёзды сериалов «Баффи — истребительница вампиров» и «Ангел» Элисон Ханниган и Каризма Карпентер вновь встретились на съёмочной площадке, сыграв Трину Экхолз, сестру Логана, и Кэндалл Касабланкас, мачеху Дика и Кэссиди, соответственно. Звезда 1980-х и серии фильмов «Полицейская академия», Стив Гуттенберг, сыграл мэра и растлителя Вуди Гудмана, а Кристен Риттер досталась роль его дочери, Джиа Гудман. Звезда сериала «Хор», Джейн Линч, появилась в эпизоде в роли строгой преподавательницы мисс Дональдсон. Знаменитые режиссёры и сценаристы Кевин Смит и Джос Уэдон, поклонники сериала, появились в небольших ролях. Молодой актёр Мико Хьюз, в детстве снявшийся в фильмах ужасов «Кладбище домашних животных» и «Кошмар на улице Вязов 7: Новый кошмар», появился в сериале в роли подростка на школьной автостоянке. Кресс Уилльямс появился в роли Нэйтана Вудса, отца Уоллеса. Джессика Шрэм сыграла роль Ханны Гриффит, новой подруги Логана, с которой он начал встречаться после расставания с Вероникой. Люси Лоулесс, известная исполнением главной роли в сериале «Зена — королева воинов» появилась в шоу в роли строгого агента Моррис. Популярный актёр Майкл Сэра снялся в сериале в роли Дина из приветственного комитета университета Хёрст.
Дэн Кастелланета сыграл преподавателя университета, доктора Кинни. Кэри Линн Пратт появилась в нескольких эпизодах шоу в роли соблазнительницы из сестринства Хэлли Пиатт. Арми Хаммер сыграл молодого студента Курта, на поиски которого отправляется Вероника по просьбе его девушки. Эд Бегли-младший исполнил роль декана Сайруса О’Дэлла, чьё убийство расследовала Вероника во второй половине третьего сезона. Звезда сериала «Хор», Дианна Агрон появилась в эпизоде в роли студентки Дженни Бадош. Модель Марко Даппер также снялся в небольшой сцене третьего сезона. Алкоголик, наркоман и легендарный музыкант Дэзмонд Фэллоус в исполнении Пола Радда вышел неоднозначным персонажем. Райан Эгголд из шоу «90210: Новое поколение» сыграл Чарли Стоун, молодого школьного учителя и брата Логана. Молодой актёр Джесси Джеймс, знакомый по фильмам «Ужас Амитивилля» и «Эффект бабочки», сыграл молодого человека по имени Джей Ди Сэнсон. Трэвису Ван Винклу досталась роль Патрика Никерсона, члена тайного общества университета. Молодой актёр Лукас Грабил сыграл одного из клиентов Вероники, юношу Келли Куцио.

## История создания

### Ранняя стадия
Первоначально Роб Томас написал молодёжный роман «Вероника Марс» для издательства «Simon & Schuster». До начала своей первой телевизионной работы над сериалом «Бухта Доусона» Томас продал идею для двух романов. Один из них — «Untitled Rob Thomas Teen Detective Novel», который и стал основной для сериала. В романе было много черт сериала, хотя главный герой был мужского пола. Отец Томаса был заместителем директора школы «Westlake High» в Остине, штат Техас, а главный герой учился в школе, «крайне похожей» на школу Томаса. После того, как Роб начал писать сценарии для кино и телевидения, он не возвращался к идее молодёжного романа несколько лет, так написание могло занимать у Томаса месяцы, а телевизионный сценарий — всего несколько недель.
Зная, что за сценарий платят больше, Томас переработал сюжет своего детективного романа для подростков. Так как этот сценарий не был заказным, и за него студии не заплатят, Томас говорил, что «проект не был преимущественным для него». Однако идея не покидала его, и Роб начал писать заметки к проекту ещё за год до того, как сценарий был написан. Большинство его идей были воплощены в этом тексте, но многие нюансы изменились. Томас хотел использовать флэшбеки, а убийство должно было произойти недавно, чтобы сократить время между событиями прошлого и настоящего — в первоначальной версии сценария Лилли убили, когда Веронике было 13 лет; Кита сняли с должности шерифа после того, как из хранилища полицейского участка пропали улики; в сокрытии улик в деле об убийстве Лилли причастны её отец Джейк Кейн, шериф Дон Лэмб и некий персонаж по имени Стром Дженкинс; Лилли звали Самантой, Лиэнн Марс — Ребеккой, а затем Эбби, фамилия Уоллеса — Колльер, фамилия Логана — Хьюитт, а фамилия Кейн писалась иначе — рассматривались варианты «Cain» и «Caine». Первоначально, Вероника и Дункан всё же должны были оказаться родственниками. Но когда права на показ купил канал «UPN», от «затеи в духе „Твин Пикса“» пришлось отказаться. Также Томас изменил пол главного героя, так как нуар-история, рассказанная с точки зрения женщины, была более оригинальной.

### Кастинг
Кристен Белл была выбрана на роль Вероники из 500 актрис, пробовавшихся на роль. Сама актриса говорит, что ей «просто повезло», когда Роб Томас разглядел в ней «необходимую для роли дерзость», которую он так искал. Белл считает, что всё дело в том, что она выглядит, как чирлидер, но при этом у неё отношение к жизни, как у аутсайдера — это и отличало её от других женщин на кастинге. Джейсон Доринг, получивший роль Логана Экхоллза, пробовалася на Дункана Кейна, в то время, как Тэдди Данн пришёл на пробы на роль Логана, но получил Дункана. Доринг посчитал, что пробы на роль Дункана были «немного мрачными», и сказал продюсерам, что «это не очень правильно». Затем продюсеры попросили прочесть текст Логана в диалоге с Дунканом — он воспроизвёл сцену из пилотного эпизода, в которой его герой разбивает фонари на машине бейсбольной битой. Во время последних проб, он дважды читал текст с Кристин Белл, а также встретился с представителями студии и канала. Во время репетиций с Белл, Доринг придумал сцену, в которой он насиловал героиню, и «сыграл её зловеще и задорно одновременно». Когда Доринг пробовался на роль Логана, персонаж должен был быть временным, появлявшимся лишь в пилотном эпизоде.
Перси Дэггс III пробовался на роль Уоллеса Финнела дважды, прежде чем его взяли на роль, а также трижды встречался с представителями студии и канала. Во время первых проб, Дэггс прочитал четыре сцены из пилотного эпизода. Прямо перед студийными пробам, Дэггс читал текст вместе с Кристен Белл, также у актёров был «серьёзный разговор». Юноша сказал, что благодаря Кристен он «смог успокоиться» — кроме того, ему нравилось играть с Белл, поэтому по ходу работы над сезоном актёр стал чувствовать себя значительно уверенней. Томас описал Аманду Сэйфрид, сыгравшую убитую Лилли Кейн, как «самую большую неожиданность этого года». Когда начались пробы на роли основного состава, он видел многих потрясающих актёров, желающих получить одну из ведущих ролей. Однако когда речь зашла о роли Лилли Кейн, которая появится в сериале лишь несколько раз в качестве «мёртвой девочки», энтузиазм актрис был не таким заметным. Томас не ожидал много от актрисы. Однако позже признался, что «она была в сто раз лучше всех тех актрис, которых мы пробовали на роль, она была просто потрясающей». Актриса так впечатлила Томаса, что для неё он расширил роль Лилли с первоначальных нескольких эпизодов.

### Формат шоу
У каждого эпизода шоу есть своя чёткая структура: Вероника пытается раскрыть «тайну недели», попутно работая над главными загадками, решение которых требует развития действия на протяжении всего сезона. В первых двух сезонах есть полно-сезонная сюжетная интрига, которая начинается в первом эпизоде и заканчивается в финальном. В третьем сезоне формат шоу был немного изменён, когда действие сфокусировалось на двух укороченных расследованиях, раскрытых на протяжении девяти и шести эпизодов, соответственно. Последние пять эпизодов сезона и всего сериала в целом состояли из отдельных история на одну серию. Во время работы над первым сезоном, Томас не был уверен, ожидает ли такую структуру сериала успех у зрителей. Однако вскоре стало ясно, что поклонникам нравятся «побочные расследования», но хотят, чтобы больше внимание уделялось основной интриге. Томасу казалось, что Белл в первом сезоне было слишком много, и во втором автор ввёл сюжетную линию противостояния Логана и «Слоника». По словам создателя, во втором сезоне было «слишком много подозреваемых», и что в третьем сезоне нужны перемены.
Первоначально планировалось, что в сезоне будет три доминирующие сюжетные интриги, которые будут раскрыты в параллельных сюжетных арках. От президента CW Entertainment, Дона Остроффа, Томас узнал, что «зрители немного озадачены тем, как подаётся шоу», и поэтому в новом сезоне необходимо было изменить стиль подачи историй, чтобы потенциальные зрители могли подключиться к просмотру в любой момент, и при этом всё было бы для них ясно. Вдохновившись импровизированным триллером «Пузырь», Томас начал делать намёки на тайну второго сезона ещё в первом, чтобы зрители были более подготовлены, и могли бы построить теорию относительно личности преступника. Первая сюжетная арка длилась девять эпизодов. Первоначально, вторая линия должна была длиться семь эпизодов, а третья — шесть финальных серий сезона. От идеи отказались, когда канал сократил сезон с 22 до 20 эпизодов. Вторая линия была укорочена с семи эпизодов до шести, а третья — с шести до пяти. После восьми-недельного перерыва, заключительная сюжетная линия была заменена на пять отдельных расследований, чтобы не слишком путать новых зрителей По словам Томаса, последняя линия должна была быть «просто потрясающего, такого вы не видели». Ранее все «положительные персонажи», как Уоллес или «Мак» не участвовали в больших сюжетных арках, так как никто не воспринимал их как подозреваемых — «мы хотели, чтобы Уоллес и „Мак“ были непосредственными участниками событий, так сказать, ключевыми фигурами».

### Съёмки
Оригинальный пилотный эпизод получился более мрачным, чем тот, что вышел в эфир. Томас намеревался продать сценарий кабельным каналам FX, HBO и Showtime, но им заинтересовался только UPN, в результате чего пришлось переписать текст. Кроме того, продолжительной темой обсуждений был вопрос — станет ли Вероника жертвой изнасилования? В результате боссы канала UPN согласились с этим решением. В вышедшем пилоте Лили Кейн была найдена мёртвой на том месте, где её убили — Томас отметил, что в оригинале её тело было найдено в океане, и у автора была задумка, в которой подробно рассказывалось о событиях, приведших к этому. Когда Томас поделился этой мыслью с каналом, последовало много возражений, единодушных в том, что «это слишком мрачно и жутко», тем более с учётом того, что её собственный отец Джейк Кейн сделал это, чтобы защитить сына, и в итоге решено было также отказаться от этого сюжетного хода.
Множество сцен сериала было снято на студии «Stu Segall Productions» в Сан-Диего, штата Калифорния. Продюсер Пол Карта сообщил, что практически все сцены в Нептуне снимались в городе Ошенсайд, Калифорния. Карта отметил, что этот город был выбран неслучайно — «в нём всё ещё присутствует дух среднего класса, а большинство прибрежных городов состоят из фешенебельных районов». Было заявлено, что на каждый сезон съёмок уходило по $44 миллиона, что принесло больше половины годового государственного дохода городу Сан-Диего от кино-съёмок в 2006 году.
Школа «Oceanside High» послужила в качестве «Старшей школы Нептуна» в первых двух сезонах — за участие в съёмках дирекция получила
$7 750 от компании «Stu Segall Productions». «Университет Хёрст» в основном снимался в «Государственном университете Сан-Диего», «Университете Сан-Диего» и «Университете Калифорнии». Места съёмок выбирал производственный дизайнер Альферд Соул, отметивший, что «ему очень понравился внешний вид учебного заведения», а сам «Государственный университет Сан-Диего» встретил съёмочную группу «с распростёртыми объятиями». Съёмки стали выгодными финансово как для руководства университета, так и для его студентов. Выпускники работали в качестве членов съёмочной группы, а студенты с кино-отделения университета принимали участие в съёмках в качестве актёров.

### Музыка
В качестве главной темы сериала использовали песню «We Used To Be Friends» из репертуара группы The Dandy Warhols. Первоначально композитор Джо Крэймон собирался записать нуар-версию одной из песен 1980-х годов. Как бы там ни было, Роб Томас «очень хотел найти песню», и «We Used To Be Friends» была выбрана практически с самого начала. Телевизионный критик Саманти Холловэй назвала песню «одной из самых узнаваемых музыкальных тем, которые постоянно напеваешь; одной из лучших главных тем». В третьем сезоне была записана новая версия песни с мягким звучанием пианино, чтобы отобразить более тёмный и резонирующий электричеством ритм титров, созданных под влиянием нуара.
Крэймон написал инструментальную музыку для сериала. В пилот Томаса вышел «очень атмосферным, в духе современного нуара», а Крэймон написал музыку в стиле групп Air и Zero 7. Крэймон использовал «традиционные звуки», занимаясь обработкой и фильтрацией звука. Кроме пианино в записи были использованы гитара и вибрафон. Работая с акустическим фортепиано, Крэймон использовал компрессию, чтобы звук не был похож на классическое фортепиано. Также были использованы живой бас и ударные, так как Крэймо не хотел использовать компьютерное звучание. Основным инструментом была гитара, но, по словам Крэймона «пианино было также очень важным инструментом, особенно когда сам записываешь всю музыку».

За неделю до выбора музыку, съёмочная группа проводит встречу, где происходит обсуждение с Томасом и продюсерами относительно того, какая музыка должна звучать в той или иной сцене. Крэймон не участвовал в выборе песен, но сам записывал всю инструментальную музыку к шоу. Так как в сериале был мало оркестровой музыки, Крэймон мог позволить себе не нанимать оркестр. Официальный саундтрек Veronica Mars: Original Television Soundtrack, на котором были изданы песни, прозвучавшие в первом и втором сезонах, поступил в продажу от лейбла Nettwerk Records 27 сентября 2005 года. Томас сказал, что основная цель данного релиза — «привлечение внимание и новых зрителей».
1. «We Used to Be Friends» в исполнении The Dandy Warhols (3:21)
2. «I Hear the Bells» в исполнении Mike Doughty (4:19)
3. «I Know I Know I Know» в исполнении Tegan & Sara (3:44)
4. «I Turn My Camera On» в исполнении Spoon (3:35)
5. «No Sleep Tonight» в исполнении The Faders (2:57)
6. «Dakota» в исполнении Stereophonics (4:58)
7. «Sway» в исполнении The Perishers (4:21)
8. «Long Time Coming» в исполнении Delays (3:59)
9. «On Your Porch» в исполнении The Format (5:12)
10. «Ocean City Girl» в исполнении Ivy (4:25)
11. «Momentary Thing» в исполнении Something Happens (4:02)
12. «The Way You Are» в исполнении 46 Bliss (5:27)
13. «Lost and Found» в исполнении Adrienne Pierce (3:39)
14. «Lily Dreams On» в исполнении Cotton Mather (2:47)

## Закрытие и продолжения

### Отмена сериала
В январе 2007 года Дон Острофф объявила, что в трансляции сериала планируется перерыв, чтобы дать возможность авторам найти оптимальный способ поднятия рейтингов шоу — место в эфире заняло новое реалити-шоу «Pussycat Dolls Present: The Search for the Next Doll». После перерыва сериал вернулся с последними 5 эпизодами, которые не были объединены одним сюжетом. На презентации «CW Upfront 2007» стало известно, что «Вероника Марс» не попала в эфирный график следующего сезона, так как шоу не продлили. Томас снял трейлер, в котором действие происходит спустя 4 года после событий финала третьего сезона, в период обучения Вероники в академии ФБР — позже видео вышло в разделе дополнительных материалов на официальном DVD третьего сезона. На вопрос, возможен ли такой расклад, при котором проект в данной форме будет возрождён, Острофф ответила, что шоу в любом случае не вернётся в эфир, но компания заинтересована в дальнейшем сотрудничестве с Робом Томасом и Кристен Белл. В июне 2007 года Майкл Аусьелло из «TV Guide» официально подтвердил закрытие сериала.

### Возможное продолжение
Между тем, Томас сообщил, что работает над сценарием фильма по мотивам сериала. В сентябре 2008 года Майкл Ауссьело в статье для «Entertainment Weekly» сообщил, что Томас встретился с Кристен Белл, чтобы обсудить дальнейшее будущее проекта и возможный сюжет — в его версии действие происходит во время обучения Вероники в колледже. Сам Томас подтвердил, что сюжетная линия с ФБР была последней возможностью заинтересовать боссов в продлении сериала на четвёртый сезон, но при этом сам создатель сериала не считал данное решение идеальным. Позже Аусьелло сообщил, что Энрико Колантони согласен принять участие в продолжении. Актёр сказал следующее: «Культовые шоу неплохо смотрятся на большом экране — пока что ничего официального, но создатели думают о возможности такого проекта». Так же Томас встретился с представителями издательства «DC Comics», чтобы обсудить возможность выпуска комиксов по мотивам будущего фильма.
В сентябре 2008 года в интервью для «Entertainment Weekly» Томас сказал: «Я думал, что моя задумка не подойдёт, но в финале сезона я оставил многоточие…». Автор пояснил, что на тот момент он был занят над проектами «Купидон» и «Мастера вечеринок», создателем которых является Томас. В январе 2009 года журнал «TV Guide» сообщил, что по словам Томаса, работа над полнометражным продолжением — его приоритет после «Купидона»; сценарий находится на стадии написания, а продюсер Джоэль Сильвер дал проекту зелёный свет. В июне 2009 года Бел заявила: «Этого не случится и вот почему: Роб и я готовы были заняться проектом на 100 процентов. Мы встретились с представителями „Warner Bros.“, и Джоэль Сильвер сказал, что они не проявили особого интереса, и вряд ли мы сможем что-нибудь с этим поделать». Во время «TCA Winter Press Tour» в 2010 году Томас подтвердил, что проект закрыт: "Я займусь сценарием. если найду финансирование. Если кто-то будет готов заняться проектом, мы с Кристен всегда готовы вернуться к «Веронике Марс». Я был бы очень рад вновь вернуться к этим героям. Максимум, чего мы смогли добиться — Джоэль Сильвер пытался "протолкнуть «проект в „Warner Bros.“, но они не заинтересовались в нём. На этом всё». Однако, в апреле 2010 года Томас сказал, что «это ещё не конец»: «Мы всё ещё ищем возможности реализации проекта». В июне 2010 года Сильвер проявил минимум оптимизма в вопросе о вероятности начала работ: «Мы продумали столько много путей его реализации, последний шанс — выпуск на видео, но продажи сериала на DVD показали довольно скромные результаты».

### Проект на Kickstarter
В 2013 году создатель сериала Роб Томас ещё раз обратился к продюсерам с просьбой снять фильм. Руководство студии поставило условие — собрать 2 миллиона долларов, необходимые для съёмок фильма, за месяц. Томас и Кристен Белл обратились к фанатам сериала, и необходимая сумма была собрана всего за десять часов. Фильм вышел в 2014 году.

### Четвёртый сезон
В сентябре 2018 года канал Hulu подтвердил возрождение сериала — новый сезон будет состоять из 8 серий. У руля — создатель Роб Томас и актриса Кристин Белл. В центре сюжета — серийный убийца, который устраивает теракты на вечеринках во время «весеннего отрыва» студентов. В сериал также вернулись Джейсон Доринг (в роли Логана Эколза), Энрико Колантони (в роли Кита Марса), Перси Дэггз III (в роли Уоллеса Финнела), Фрэнсис Капра (в роли Элайя «Слоника» Наварро), Райан Хэнсен (в роли Дика Касабланкаса) и другие. Новичками стали Дон Льюис, Паттон Освльт, Слифтон Коллинз-Младший и Джей Кей Симмонс. Выход сериала планировался 26 июля 2019 года, однако премьера состоялась неделей раньше — 19 июля вскоре после презентации шоу на Комик-Коне в Сан-Диего.

## Другие форматы

### Серия книг
В США была издана серия романов, написанная в соавторстве Робом Томасом и Дженнифер Грэм. События происходят после полнометражного фильма — в истории появляются Логан, Мэк, Уоллес и Дик. Первая книга называлась «The Thousand Dollar Tan Line» и была издана «Random House» 25 марта 2014 года — в печатном видео от «Vintage Books», электронном формате (ISBN 978-0-8041-7071-0) и в виде аудиокниги — текст читала актриса Кристен Белл (ISBN 978-0-8041-9351-1). Главным событием романа становится возвращение Лианн Марс — матери Вероники. Вторая книга «Mr. Kiss & Tell» была также выпущена «Vintage Books» — 20 января 2015. В интервью Томас подтвердил, что события книг являются каноном для вселенной Вероники и не будут противоречить сюжету будущих или прошлых проектов.

### Веб-сериал
В январе 2014 года было объявлено о создании онлайн спин-оффа сериала — над проектом также работает Роб Томас. В центре метапрозаического сюжета актёр Райан Хэнсен (он исполнил роль Дика Касабланкеса), играющий самого себя — по задумке проекта актёр очень похож на своего персонажа. 13 августа 2014 года стало известно, что премьера веб-сериала «Давай ещё разок, Дик!» (англ. Play It Again, Dick) состоится 18 сентября 2014 года в онлайн-сервисе канала «CW Seed» — всего 8 эпизодов по 10 минут каждый. Среди других исполнителей — Кристин Белл, Джейсон Доринг, Энрико Колантони, Перси Дэггз III, Дэйрин Норрис, ФРэнсис Капра, Крис Лоуэлл и Кен Марино — все они сыграли своих персонажей из шоу, а также вымышленные версии самих себя.

## Реакция зрителей

### Рейтинги
Раздел «Позиция» показывает, какое место относительно других шоу «прайм-тайма» в списке, занимает «Вероника Марс» по результатам за данный сезон. По традиции телевизионный сезон начинается осенью (сентябрь-октябрь) и оканчивается в мае следующего года. Колонка «Кол-во зрителей» определяет средний показатель аудитории в миллионах человек на один эпизод сезона во время его премьерного показа.
| Сезон | Показ (восточная зона)                                                                       | Канал  | Премьера              | Окончание        | ТВ-сезон  | Позиция / всего | Кол-во зрителей (в млн.) |
| ----- | -------------------------------------------------------------------------------------------- | ------ | --------------------- | ---------------- | --------- | --------------- | ------------------------ |
| 1     | Вторник, 21:00 pm                                                                            | UPN    | 22 сентября 2004 года | 10 мая 2005 года | 2004-2005 | #148/156        | 2,5                      |
| 2     | Среда, 21:00 (28 сентября 2005 — 5 апреля 2006) Вторник, 21:00 (11 апреля 2006 — 9 мая 2006) | UPN    | 28 сентября 2005 года | 9 мая 2006 года  | 2005-2006 | #145/156        | 2,3                      |
| 3     | Вторник, 21:00 (3 октября 2006 — 22 мая 2007) Вторник 20:00 (22 мая 2007)                    | The CW | 3 октября 2006 года   | 22 мая 2007 года | 2006-2007 | #138/142        | 2,5                      |

### Критика
Хотя у сериала были не самые высокие рейтинги, критика оценила шоу с самого начала. Роберт Абель из LA Weekly сказал: «в этом умном и затягивающем шоу, рассказывающем о бывшей популярной девочке, раскрывающей преступления и от лица которой ведётся повествование, любые обвинения в слащавости персонажа обречены на неудачу». Пэйдж Вайзер из Chicago Sun Times отметила, что «в этом шоу всё по-честному, никаких смягчающих обстоятельств: школа — это Ад!». Джойс Миллман из The Phoenix заявила: «самые важные уроки жизни преподаются не в школе, которой ловко замаскировано это шоу». Джо Пресс из The Village Voice назвал сериал «умным молодёжным нуаром. Рассказывая о классовых разногласиях и потерянной невинности Вероники, авторы держат руку на учащающемся пульсе». Майкл Абернети PopMatters сказал, что «это интригующий, драматический и наполненный юмором сериал, к тому же учебник для всех обделённых. Мало сериалов ставят такую высокую планку, а ещё меньше до неё дотягивают». Джеймс Понивозик из журнала Time назвал сериал одним из шести лучших драматических шоу на телевидении, а Белл — «звездой, приковывающей внимание». Также автор отметил, что авторы «используют криминальный стиль шоу для преувеличения драматического эффекта в рассказе обычных подростковых драм: взросление — это попытка выяснить, что ты на самом деле такой». Кей МакФадден из The Seattle Times назвал шоу «дополнением» к «классическому Калифорнийскому нуару». Кей отметила, что стал лучшим новым шоу канала UPN, а главная героиня — «потенциально самый интересный персонаж на телевидении». МакФадден так описала шоу: «Шпионка» по своему настрою, сценарный стиль напоминает Реймонда Чендлера, а мыльность взята из «Одиноких сердец». Стэфани Зачарек с сайта Salon.com оценила финал первого сезона, назвав его «идеальный клиффхэнгер для шоу, которое с каждой неделей задаёт всё больше и больше вопросов».
Кроме того, сериал был оценен другими сценаристами. Джосс Уидон, появившийся во втором сезоне в эпизоде «Rat Saw God», сказал, что это «Лучшее. Шоу. За всю историю. Серьёзно, я никогда не уделял столько времени шоу, над которым не работал — эти ребята знают, его хотят, и делают это так, что меня это пугает. Это Гарри Поттер среди других шоу». Кевин Смит, также снявшийся в шоу в эпизоде «Driver Ed», назвал сериал «лучшим современным шоу на телевидении и главным доказательством того, что сериал может быть лучше кино». Стивен Кинг назвал сериал «помесью Нэнси Дрю и Филипа Марлоу, а в результате — чистое удовольствие. Почему же сериал так хорош? Едва ли он отражает жизнь такой, какой узнал её я, но чёрт! — я не могу оторваться от этого сериала». Эд Брубакер назвал сериал «лучшим детективным шоу, когда либо снятым в Америке».
Несмотря на начальный успех, много критики обрушилось на создателей во время выхода третьего сезона. Кит МакДаффи с сайта TV Squad назвал сезон разочаровывающим, в основном из-за того, что шоу не предлагает зрителям ничего нового: «многие поклонники Вероники чувствовали, что третий сезон — самый слабый». Эрик Годман с ресурса IGN считает, что основная причина недовольства поклонников и критиков — смена общего тона повествования, так как само шоу стало не таким мрачным. Больше всего изменился Логан, отказавшийся от своей «тёмной стороны» и слишком изменившийся к лучшему. Также, несмотря на общую концепцию последних пяти эпизодов, «три из них были очень сильными, с отличными диалогами, а Вероника вновь показывает, какой жёсткой она может быть, и какой интересный персонаж эта девушка». В заключение Голдман назвал третий сезон «порывистым», но всё равно, «насыщенным умными диалогами и обаятельным исполнением Кристен Белл в главной роли». Обозреватель The Pittsburgh Post-Gazette сказал, что введённые изменения очень гармонировали с новой версией главной музыкальной темы шоу. «Главные тайны сезона стали менее увлекательным и интригующими». Бриджит Бирн с канала Fox News Channel сказала, что «сериал растерял крутизну и стал снисходительным» в третьем сезоне. Бирн отметила, что «лёгкость бытия в трудные минуты покинула сериал также, как Вероника — стены школы. Кроме того, сериал потерял свой стиль».
Сериал, названный «любимцем критиков», появился в многочисленных списках лучших шоу. В 2005 году шоу появилось в программах «AFI’s TV Programs Of The Year», а также попало в списки MSN TV, The Village Voice, The Chicago Tribune, People Weekly и The Pittsburgh Post-Gazette. Сайт Ain't It Cool News назвал шоу вторым лучшим, Time — четвёртым, пятым по мнению Newsday, PopMatters и San Jose Mercury-News, шестым — Entertainment Weekly и USA Today. В 2006 году стал лучшим по мнению ресурса Ain't It Cool News и издания The Chicago Sun-Times, а также шестым на сайте Metacritic. В 2007 году сериал занял 18-е место в списке TV Guide среди «Самых культовых шоу за всю историю телевидения». В 2008 AOL TV поставил сериал на 10-е место среди «Лучших сериалов про школу всех времён». В том же году, британский журнал «Empire» поставил сериал на 48-е место в списке «50 лучших сериалов всех времён». В обозрении сказано: «умные сюжетные линии и острые диалоги о поп-культуре добавляются перца сценарию, а игра Кристин Белл так очаровывает, что все три сезона оторваться от экрана просто невозможно. Отмена сериала была пощёчиной». Журнал назвал эпизод «Not Pictured» лучшим во всём сериале. В 2010 год Кристин Дос Сантос с ресурса E! поставила шоу на 8-е место в списке «20 лучших сериалов за последние 20 лет». Издание The A.V. Club назвала шоу 15-м лучшим среди шоу 2000-х годов.
В 2012 году журнал Entertainment Weekly поставил шоу на 13-е место в списке «25 культовых шоу за последние 25 лет»: «Непросто рассказать историю устами девочки-подростка, которая пытается раскрыть тайну убийства лучшей подруги — попутно пытающаяся узнать, кто же изнасиловал её саму — но автору Робу Томасу это удалось. Стойкость и ум Вероники привносят немного позитива в мрачные тайны из сообщества».

### Фандом сериала
Несмотря на короткую жизнь, шоу успело собрать огромное количество преданных поклонников по всему миру. Группа фанатов, называющих себя командой «Cloud Watchers» организовала несколько кампаний по привлечению новых зрителей. Они наняли самолёт, который вёз за собой баннер с надписью «Требуем продолжения Вероники Марс!» (англ. Renew Veronica Mars). Кроме того, они оплатили распространение 30 тысяч флайеров в таких городах, как Нью-Йорк, Лос-Анджелес, Филадельфия и Чикаго, рекламируя шоу в поддержку четвёртого сезона, когда в межсезонье появились первые слухи о возможном закрытии сериала. Команда «Cloud Watchers» собрала $50 тысяч через продажу маек и различной продукции с логотипом сериала. После закрытия шоу, поклонник послали в офис компании «The CW» около 20 тысяч шоколадных батончиков «Марс», надеясь, что боссы изменят своё решение относительно сериала. Роб Томас сказал: «Я люблю этих людей, они были очень добры ко мне, но, увы, уже ничего не изменить».

### Награды
| Год  | Премия | Номинант                                      | Результат |
| ---- | --- | --------------------------------------------- | --------- |
| 2004 | Saturn Award for Best Television Actress                                                                                  | Кристен Белл                                  | Номинация |
| 2005 | American Film Institute Award for Television Programs of the Year                                                         |                                               | Победа    |
| 2005 | Satellite Award for Outstanding Actress in a Series, Drama                                                                | Кристен Белл                                  | Номинация |
| 2005 | Saturn Award for Best Television Actress                                                                                  | Кристен Белл                                  | Победа    |
| 2005 | Saturn Award for Best Network Television Series                                                                           |                                               | Номинация |
| 2005 | Teen Choice Award for Choice TV Breakout Show                                                                             |                                               | Номинация |
| 2005 | Teen Choice Award for Choice TV Breakout Performance, Female                                                              | Кристен Белл                                  | Номинация |
| 2005 | Television Critics Association Awards for Outstanding New Program of the Year                                             |                                               | Номинация |
| 2005 | Television Critics Association Awards for Individual Achievement in Drama                                                 | Кристен Белл                                  | Номинация |
| 2006 | Family Television Award for Favorite Father/Daughter                                                                      | Кристен Белл и Энрико Колантони               | Победа    |
| 2006 | International Cinematographers Guild Publicists Award for The Maxwell Weinberg Publicist Showmanship Award for Television |                                               | Номинация |
| 2006 | Satellite Award for Actress in a Series, Drama                                                                            | Кристен Белл                                  | Номинация |
| 2006 | Saturn Award for Best Actress on Television                                                                               | Кристен Белл                                  | Номинация |
| 2006 | Teen Choice Award for Choice TV Actress: Drama/Action Adventure                                                           | Кристен Белл                                  | Номинация |
| 2006 | Teen Choice Award for Choice TV Sidekick                                                                                  | Перси Дэггс III                               | Номинация |
| 2006 | Teen Choice Award for Choice TV Parental Unit                                                                             | Энрико Колантони                              | Номинация |
| 2006 | Writers Guild of America Award for Episodic Drama                                                                         | Роб Томас за эпизод «Normal Is The Watchword» | Номинация |
| 2007 | Writers Guild of America Award for On-Air Promotion (Radio or Television)                                                 |                                               | Номинация |

### Выход на DVD
Первый сезон сериала в наборе из 6 DVD дисков поступил в продажу в первом регионе в широкоэкранном формате 11 октября 2005 года. Кроме всех эпизодов, в качестве дополнительных материалов на дисках были размещены многочисленные удалённые и альтернативные сцены (продолжительностью более 20 минут), а также расширенная версия «Пилота». Аналогичное издание вышло в регионе 2 16 мая 2008 года. В регионе 4 сериал вышел 4 июня 2008 года.
Второй сезон в США также вышел в широкоформатном издании из 6 дисков: 22 августа 2006 года (регион 1), 15 августа 2008 года (регион 2) и 8 сентября 2008 года (регион 4). Издание также содержало подборку неудавшихся дублей, удалённых сцен (включая альтернативный финал эпизода «My Mother, The Fiend»), промотрейлер к 3-му сезону, а также два короткометражных фильма о создании — «A Day On The Set With Veronica Mars» и «Veronica Mars: Not Your Average Teen Detective».
Третий сезон был издан с аналогичными параметрами 23 октября 2007 года (регион 1), 12 декабря 2008 (регион 2) и 11 февраля 2009 года (регион 4). В качестве бонусов на дисках расположились неудачные дубли, удалённые сцены с комментариями Роба Томаса, презентация 4-го сезона с комментариям Роба Томаса, интервью с приглашёнными звёздами, тур по съёмочной площадке, а также короткометражный документальный фильм «Going Undercover With Rob Thomas».
В России сериал не издавался. Четвёртый сезон Вероники Марс — предстоящий сезон из восьми эпизодов, который выйдет в эфир на Хулу 26 июля 2019 года.